# Теракты в Алеппо (октябрь 2012)
3 октября 2012 года в восточном углу площади Саадаллаха аль-Джабири произошёл теракт. Три террориста-смертника взорвали заминированный автомобиль, в результате чего погибли 40 человек и ещё 122 получили ранения. Целью террористов были офицерский клуб, туристический отель, историческое кафе «Джоуха» и отель «Мираж», который находится недалеко от Баб аль-Джинан. Оба отеля и окружающие здания получили значительный ущерб, а кафе «Джоуха» было полностью разрушено. Небольшое здание офицерского клуба также было повреждено.